# Пуночка полярна
Пуночка полярна (Plectrophenax hyperboreus) — вид горобцеподібних птахів родини Calcariidae.

## Поширення
Ендемік Аляски. Гніздиться лише на двох островах — Святого Матвія та Голл, що розташовані в Беринговому морі. Зимує на західному узбережжі Аляски. Залітні птахи спостерігалися на Заході Канади та північному заході США.

## Опис
Птах завдовжки 15-19 см, вагою 38-62 г. Зимове оперення обох статей схоже. Майже всі тіло біле, лише лоб та щоки та боки шиї світло-коричневі, і крила та центральна частина хвоста коричнево-червонуваті. У шлюбний період самці стають майже повністю білими, за винятком центральної частини хвоста та країв крил, а у самиць з'являється невеликий рябий візерунок на спині. Від пуночки снігової вид відрізняється більшим розміром та білішим забарвленням.

## Спосіб життя
Вид мешкає в тундрі. У позашлюбний період трапляється невеликими зграйками, до 10 особин. Більшу частину дня проводить у пошуках поживи на землі. Ночує на землі, притиснувшись до поверхні, в взимку у снігу. Живиться насінням та комахами. Сезон розмноження триває з травня по липень-серпень. Утворюють моногамні пари. Стають чітко територіальними. Гніздо будує самиця у тріщинах між камінням. Дно вистелює травою, мохом, шерстю тварин. У гнізді 3-5 яєць. Інкубація триває два тижня. Насиджує самиця. Самець в цей час охороняє та годує її. Пташенята народжують голі та сліпі. Про потомство піклуються обидва батьки. Через два тижні пташки вже пробують літати, а через місяць стають самостійними.